# 蒙特羅斯公爵
蒙特羅斯公爵（Duke of Montrose）是一個蘇格蘭貴族爵位，1707年由安妮女王冊封原為第四代蒙特羅斯侯爵的詹姆斯·格雷厄姆為第一代公爵。爵位名稱來自於蘇格蘭城鎮蒙特羅斯。

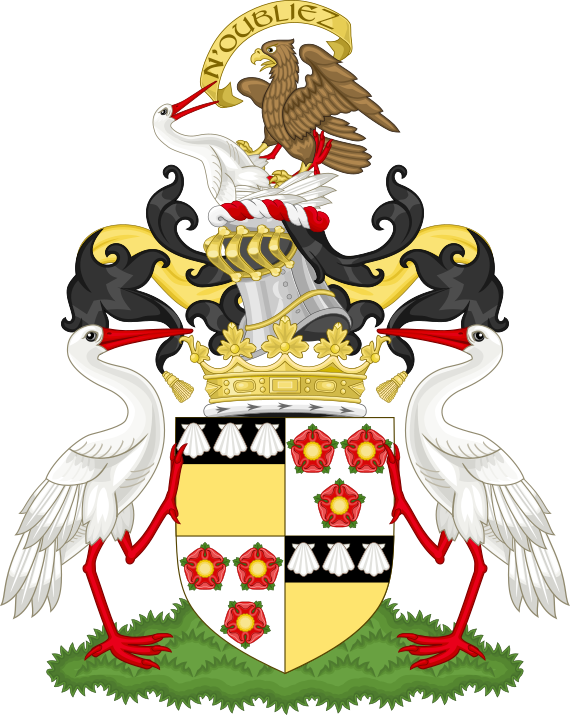
蒙特羅斯公爵徽章

## 頭銜持有人

### 蒙特羅斯伯爵
1503年冊封。
- 第一代蒙特羅斯伯爵威廉·格雷厄姆（1503－1513）
- 第二代蒙特羅斯伯爵威廉·格雷厄姆（1513－1571）
- 第三代蒙特羅斯伯爵約翰·格雷厄姆（1571－1608）
- 第四代蒙特羅斯伯爵約翰·格雷厄姆（1608－1626）
- 第五代蒙特羅斯伯爵詹姆斯·格雷厄姆（1626－1644）

### 蒙特羅斯侯爵
1644年冊封。
- 第一代蒙特羅斯侯爵詹姆斯·格雷厄姆（1644－1650）
- 第二代蒙特羅斯侯爵詹姆斯·格雷厄姆（1650－1669）
- 第三代蒙特羅斯侯爵詹姆斯·格雷厄姆（1669－1684）
- 第四代蒙特羅斯侯爵詹姆斯·格雷厄姆（1684－1707）

### 蒙特羅斯公爵
1707年冊封。
- 第一代蒙特羅斯公爵詹姆斯·格雷厄姆（1707－1742）
- 第二代蒙特羅斯公爵威廉·格雷厄姆（1742－1790）
- 第三代蒙特羅斯公爵詹姆斯·格雷厄姆（1790－1836）
- 第四代蒙特羅斯公爵詹姆斯·格雷厄姆（1836－1874）
- 第五代蒙特羅斯公爵道格拉斯·格雷厄姆（1874－1925）
- 第六代蒙特羅斯公爵詹姆斯·格雷厄姆（1925－1954）
- 第七代蒙特羅斯公爵安格斯·格雷厄姆（1954－1992）
- 第八代蒙特羅斯公爵詹姆斯·格雷厄姆（1992－）